# شبکه بیوتکنولوژی کشاورزی اکو
شبکه بیوتکنولوژی کشاورزی اکو (به انگلیسی: ECO- ABN)، نهاد زیست‌فناوری گیاهی سازمان همکاری‌های اقتصادی (اکو) است که در سال ۲۰۰۸ میلادی تأسیس شده‌است و مرکز آن در ایران (شهر کرج) است. وظیفهٔ این بنیاد فراهم‌سازی بستر لازم برای محققان کشورهای عضو برای تبادل دانش و تجربیات فنی و یافته‌های تحقیقاتی در زمینهٔ بیوتکنولوژی، انجام پروژه‌های تحقیقاتی مشترک برای رفع مشکلات منطقه‌ای و جذب و به‌کارگیری منابع مالی ملی و بین‌المللی در قالب پروژه‌های مشترک منطقه‌ای و بین‌المللی، کمک به ایجاد زیرساخت‌های لازم برای تحقیقات و توسعه بیوتکنولوژی کشاورزی و همکاری منطقه‌ای در گسترش آگاهی عمومی و سیاست‌گزاری مشترک زیرمجموعهٔ سازمان اکو است.
دبیرخانهٔ اکو نقش فعال در تأسیس و حمایت از این شبکه داشته‌است.

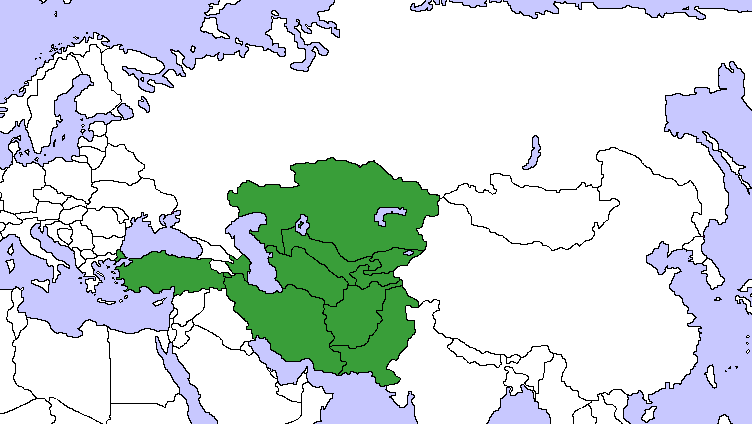
نقشه کشورهای عضو اکو

## تاریخچه سازمان
در دسامبر ۱۹۹۷ نخستین یادداشت تفاهم همکاری بین اکو و سازمان خواربار و کشاورزی ملل متحد (FAO) امضا شد و پس از آن و روابط دو سازمان به منظور شناسایی زمینه‌های همکاری طی پروژه‌های مختلف ادامه داشته‌است. از جمله این پروژه‌ها، پروژهٔ اصلاح بذر، فراهم کردن شرایط امنیت غذایی در منطقهٔ اکو به ارزش ۳۷۲۰۰۰ دلار و پروژهٔ تأمین شبکه بیوتکنولوژی کشاورزی بود.
راه‌اندازی شبکه بیوتکنولوژی کشاورزی برای مدت‌ها قبل در دستور کار وزرای کشورهای عضو اکو بود و بر اساس آن مقرر شده بود که پتانسیل‌ها و توانمندهای کشورهای عضو اکو مورد بررسی قرار گیرد، تا کشوری که توانمندی بیشتری دارد به عنوان مرکز این شبکه انتخاب شود و کشور ایران همانند ۹ کشور دیگر عضو اکو اعلام آمادگی کرد که با بررسی پتانسیل بیوتکنولوژی کشاورزی در کشورهای عضو توسط اکو، پتانسیل‌های موجود در پژوهشکده بیوتکنولوژی کشاورزی ایران هم از بعد نیروی انسانی متخصص، هم از دیدگاه امکانات، توانمندی و تجهیزات و نیز از نظر دستاوردهایی که از زمان راه‌اندازی این مؤسسه در ایران به دست آمد، به عنوان توانمندترین مؤسسه تحقیقات بیوتکنولوژی کشاورزی در کشورهای عضو اکو مورد توجه قرار گیرد، طرح کاری ایجاد شبکه بیوتکنولوژی از سوی گروه کارشناسان اکو در تاریخ ۲۴–۲۲ آوریل سال ۲۰۰۶ در تهران پیشنهاد شد و نهایتاً در جلسه وزراء بر واگذاری این مسوولیت به مؤسسه تحقیقات بیوتکنولوژی کشاورزی ایران اتفاق نظر حاصل شد و تفاهم‌نامه بین اکو و مؤسسهٔ توسعه و تحقیقات کشاورزی جمهوری اسلامی ایران در خصوص تأسیس شبکهٔ بیوتکنولوژی کشاورزی اکو در ۲۰ ژانویهٔ سال ۲۰۰۸ در تهران به امضا رسید و شبکهٔ بیوتکنولوژی کشاورزی کشورهای عضو اکو با محوریت مؤسسهٔ تحقیقات بیوتکنولوژی کشاورزی ایران تشکیل شد.

### تأمین مالی
دبیرخانهٔ اکو نقش فعال در تأسیس و حمایت از این شبکه داشته و در این راستا اقدام به اختصاص پنجاه هزار دلار برای انجام مطالعات امکان‌سنجی کرده‌است و با اختصاص این حمایت مالی به پروژه از طریق امضای تفاهم‌نامه‌های بین دبیرکل اکو، معاون وزیر و رئیس سازمان ترویج، آموزش و تحقیقات وزارت جهاد کشاورزی ایران، در اول اسفند ماه ۱۳۸۶ این شبکه به‌طور رسمی آغاز به کار کرد.

## اهداف و فعالیت‌ها
فراهم‌سازی بستر لازم برای محققان کشورهای عضو برای تبادل دانش و تجربیات فنی و یافته‌های تحقیقاتی در زمینهٔ بیوتکنولوژی، انجام پروژه‌های تحقیقاتی مشترک برای رفع مشکلات منطقه‌ای و جذب و به‌کارگیری منابع مالی ملی و بین‌المللی در قالب پروژه‌های مشترک منطقه‌ای و بین‌المللی، کمک به ایجاد زیرساخت‌های لازم برای تحقیقات و توسعهٔ بیوتکنولوژی کشاورزی و همکاری منطقه‌ای در گسترش آگاهی عمومی و سیاستگزاری مشترک در زمینه بیوتکنولوژی، از مهمترین اهداف این شبکه بوده‌است.
از آن‌جایی که کشورهای عضو دارای مشکلات مشابهی هستند، می‌توانند برای حل مشکلات مشابه پروژه‌های مشترکی تدوین کنند و با تعامل همدیگر این پروژه‌ها را حل کنند. کشورهایی مثل ترکیه، پاکستان و ایران دارای توانایی‌های بسیار خوبی در زمینهٔ بیوتکنولوژی کشاورزی هستند و کشورهایی مثل آذربایجان، افغانستان و تاجیکستان مایل به استفاده از این امکانات هستند و از سوی دیگر مشکلاتی مانند خشکی یک مشکل عمومی در منطقه است که نیاز به همکاری منطقه‌ای دارد و نتایج تحقیقات آن می‌تواند در سطح منطقه مورد استفاده قرار گیرد؛ بنابراین با پیشرفت این شبکه و تقویت آن می‌توان از پتانسیل‌های موجود در برای رفع مشکلات منطقه استفاده کرد و کاهش هزینه‌های تحقیقات را موجب شد و تحقیقات را در سطح وسیع‌تری کاربردی کرد. برابر با برنامه‌ریزی؛ در چندین کارگاه‌آموزشی در ایران و سایر کشورهای متقاضی عضو، و در نهایت با اجرای برنامه‌های مختلف در قالب این شبکه، هدف پیشرفت کشورهای عضو اکو را در زمینهٔ بیوتکنولوژی کشاورزی محقق شود که بی‌تردید تأثیر مستقیمی بر توسعه کشاورزی آن‌ها خواهد داشت.

## دفتر مرکزی
در پیشنهادی که در ترکیه به امضای وزیران کشاورزی ۱۰ کشور عضو رسید؛ مؤسسهٔ تحقیقات بیوتکنولوژی کشاورزی ایران به این دلیل که یکی از موسسات قوی در زمینه بیوتکنولوژی کشاورزی محسوب می‌شد مورد تأیید قرار گرفت و با توجه به پتانسیل‌های علمی و زیرساخت‌های موجود در پژوهشکدهٔ بیوتکنولوژی کشاورزی وزارت جهاد کشاورزی ایران، این پژوهشکده به عنوان هماهنگ‌کنندهٔ این شبکه توسط کشورهای عضو برگزیده شده‌است و از طرف وزرای کشاورزی کشورهای عضو اکو، پژوهشکدهٔ بیوتکنولوژی ایران به‌عنوان مرکز هماهنگ‌کننده شبکهٔ بیوتکنولوژی کشورهای عضو اکو انتخاب شد.

## رؤسای مؤسسه
- رئیس پژوهشکده بیوتکنولوژی کشاورزی ایران نیراعظم خوش خلق سیما، هماهنگ‌کننده شبکه بیوتکنولوژی کشاورزی ECO مریم جعفرخانی کرمانی